# Internet Explorer 10
Internet Explorer 10 (afgekort IE10) is een versie van de webbrowser Windows Internet Explorer, ontwikkeld door Microsoft en uitgebracht in 2012. Het is de opvolger van Internet Explorer 9, dat uitgebracht werd in 2011. Inmiddels is Internet Explorer 11 de nieuwste versie.
De eerste testversie van IE10 werd gelanceerd op 14 maart 2011. Tijdens de BUILD-conferentie, op 13 september 2011, kwam de derde publieke testversie uit. Deze kon enkel worden gedownload in combinatie met de Engelstalige versie van Windows 8 Developer Preview.
Internet Explorer 10 is beschikbaar voor Windows 7 en Windows 8, en diens servervarianten, respectievelijk Windows Server 2008 R2 en Windows Server 2012. IE10 voor Windows 7 werd enkele maanden na de versie voor Windows 8 vrijgegeven. IE10 werd opgevolgd door Internet Explorer 11 in oktober 2013.

## Eigenschappen
IE10 heeft een verbeterde ondersteuning voor CSS 3 en HTML5. Verder heeft Internet Explorer 10 een spellingscontrole en autocorrectie ingebouwd. Er is ook een aparte Modern UI-versie van IE10 voor Windows 8. Ook heeft IE10 ondersteuning voor automatische updates, zoals reeds het geval is bij Mozilla Firefox en Google Chrome. Dit betreft niet enkel IE10, ook IE6 tot IE9 zullen bijgewerkt worden naar de laatste versie die beschikbaar is voor het besturingssysteem waarop IE draait. Verder zou het versturen van de Do Not Track-header standaard aangezet worden, en wordt het SmartScreen-filter om tegen onveilige websites en downloads te helpen beschermen geïntegreerd met Windows zelf.

## Geschiedenis
Internet Explorer 10 werd voor het eerst aangekondigd door Microsoft op de MIX 11-conferentie. Daar werd de eerste Platform Preview vrijgegeven. Microsoft heeft op de MIX 11-conferentie een demo van de nieuwe browser laten zien, die tevens draaide op een demo van de toekomstige versie van Windows: Windows 8. Diezelfde dag werd de Platform Preview ook gelanceerd op de Internet Explorer Test Drive, Microsoft meldde op die demosite van Internet Explorer dat de ondersteuning voor Windows Vista geschrapt is. Internet Explorer 9, IE10's voorganger, werd een maand eerder gelanceerd en liet Windows XP al vallen.
In de Platform Previews en de Developer Preview die zijn vrijgegeven is al een groot verschil merkbaar op gebied van standaarden. Zo scoort Internet Explorer 10 voldoende op verscheidene HTML5- en CSS3-tests en scoort het 3/10978 (waarbij lager beter is) op de ECMAScript-test.

## Releasegeschiedenis
| Legenda     | Legenda                 | Legenda               | Legenda               | Legenda            | Legenda |
| ----------- | ----------------------- | --------------------- | --------------------- | ------------------ | ------- |
| Ondersteund | Ondersteunde testversie | Niet meer ondersteund | Verouderde testversie | Toekomstige versie |         |

| Versie                | Build           | Build              | Datum             | Vernieuwingen |
| Versie                | Volledig        | Standalone updates | Datum             | Vernieuwingen |
| --------------------- | --------------- | ------------------ | ----------------- | --- |
| 10 Platform Preview 1 | 10.1000.16394   | 10.1000.16394      | 20 april 2011     | Ondersteuning voor CSS3-multi-kolom, CSS3-kleurverlopen, flexibele CSS3-blok-lay-out, CSS3-grid-lay-out en ES5-strict-modus. |
| 10 Platform Preview 2 | 10.1008.16421   | 10.1008.16421      | 29 juni 2011      | Ondersteuning voor Positioned Floats, CSS stylesheet limit lifted, CSSOM Floating Point Value-ondersteuning, verbeterde hit-testing-API's, Media Query Listeners, HTML5: ondersteuning voor asynchrone attributen voor scriptelementen, HTML5-slepen en -neerzetten, HTML5-bestands-API, HTML5 Sandbox, HTML5 Web Workers, en enkele webprestatie-API's. |
| 10 Developer Preview  | 10.0.8102.0     | 10.0.8102.0        | 13 september 2011 | Ondersteuning voor Windows 8, CSS3-transformaties, CSS-tekstschaduw, SVG-filtereffecten, spellingscontrole, aurocorrectie, lokale opslag met IndexedDB en HTML5 Applicatie Cache Web Sockets, HTML5-geschiedenis en InPrivate-tabbladen. |
| 10 Platform Preview 4 | 10.0.8103.0     | 10.0.8103.0        | 29 november 2011  | Ondersteuning voor cross origin resource sharing, bestand-API-schrijver, JavaScript-typvelden, CSS-gebruikerselectie, HTML5-video-ondertiteling, verbeterde Quirks mode. |
| 10 Consumer Preview   | 10.0.8250.0     | 10.0.8250.0        | 29 februari 2012  | Cross-Origin Resource Sharing (CORS) voor XMLHttpRequest, CSS-eigenschap -ms-user-select, CSS3 font-feature-settings-eigenschap voor toegang tot geavanceerde OpenType®-features, HTML5 BlobBuilder-API en nieuwe API's om bestanden op te slaan en te openen. HTML5-track-element voor HTML5-video's, Quirks mode, JavaScript Typed Arrays, metatag om gebruikers te waarschuwen dat de site de ActiveX-add-on vereist die enkel beschikbaar is op de desktopversie van IE10, legacy graphics is verwijderd van IE10's standaardmode, aanpassingen om laatste HTML5 WebSocket-API te ondersteunen en meer. |
| 10 Release Preview    | 10.0.8400.0     | 10.0.8400.0        | 31 mei 2012       | Verwijdert App Switch-knop, integratie van een touchvriendelijke Adobe Flash Player, verbeterde UI voor zoekresultaten, Flip Ahead en 'Do Not Track' standaard aan. |
| 10 RTM                | 10.0.9200.16384 | 10.0.9200.16384    | 4 september 2012  | Onbekende wijzigingen. |
| 10.0.0                | 10.0.9200.16453 | 10.0.9200.20557    | 8 november 2012   | Beveiligingsupdates. |
| 10 Release Preview    | 10.0.9200.16438 | 10.0.9200.16438    | 13 november 2012  | Release Preview voor Windows 7 en Server 2008 R2. |
| 10.0.1                | 10.0.9200.16496 | 10.0.9200.20605    | 16 januari 2013   | Beveiligingsupdates. |
| 10.0.2                | 10.0.9200.16518 | 10.0.9200.20623    | 4 februari 2013   | Beveiligingsupdates. |
| 10 RTM                | 10.0.9200.16521 | 10.0.9200.16521    | 26 februari 2013  | Eerste stabiele versie voor Windows 7 en Server 2008 R2. |
| 10.0.3                | 10.0.9200.16537 | 10.0.9200.20641    | 21 februari 2013  | Beveiligingsupdate, Flash werkt nu met een blacklist in plaats van een whitelist. |
| 10.0.4                | 10.0.9200.16579 | 10.0.9200.20682    | 9 april 2013      | Bugfixes en beveiligingsupdates. |
| 10.0.5                | 10.0.9200.16598 | 10.0.9200.20702    | 28 april 2013     | Bugfixes en beveiligingsupdates. |
| 10.0.6                | 10.0.9200.16635 | 10.0.9200.20742    | 11 juni 2013      | Bugfixes en beveiligingsupdates. |
| 10.0.7                | 10.0.9200.16660 | 10.0.9200.20768    | 26 juli 2013      | Bugfixes en beveiligingsupdates. |
| 10.0.8                | 10.0.9200.16688 | 10.0.9200.20796    | 21 augustus 2013  | Bugfixes en beveiligingsupdates. |
| 10.0.9                | 10.0.9200.16720 | 10.0.9200.20830    | 22 september 2013 | Bugfixes en beveiligingsupdates. |
| 10.0.10               | 10.0.9200.16736 | 10.0.9200.20848    | 12 oktober 2013   | Bugfixes en beveiligingsupdates. |
| 10.0.11               | 10.0.9200.16750 | 10.0.9200.20859    | 25 oktober 2013   | Bugfixes en beveiligingsupdates. |
| 10.0.12               | 10.0.9200.16798 | 10.0.9200.20916    | 1 februari 2014   | Bugfixes en beveiligingsupdates. |
| 10.0.13               | 10.0.9200.16843 | 10.0.9200.20963    | 23 februari 2014  | Bugfixes en beveiligingsupdates. |
| 10.0.14               | 10.0.9200.16859 | 10.0.9200.20978    | 7 maart 2014      | Bugfixes en beveiligingsupdates. |
| 10.0.15               | 10.0.9200.16899 | 10.0.9200.21026    | 6 mei 2014        | Bugfixes en beveiligingsupdates. |
| 10.0.16               | 10.0.9200.16921 | 10.0.9200.21044    | 24 mei 2014       | Bugfixes en beveiligingsupdates. |
| 10.0.17               | 10.0.9200.17028 | 10.0.9200.21145    | 19 juni 2014      | Bugfixes en beveiligingsupdates. |
| 10.0.18               | 10.0.9200.17054 | 10.0.9200.21173    | 24 juli 2014      | Bugfixes en beveiligingsupdates. |
| 10.0.19               | 10.0.9200.17088 | 10.0.9200.21207    | 16 augustus 2014  | Bugfixes en beveiligingsupdates. |
| 10.0.20               | 10.0.9200.17116 | 10.0.9200.21232    | 20 september 2014 | Bugfixes en beveiligingsupdates. |
| 10.0.21               | 10.0.9200.17173 | 10.0.9200.21291    | 20 november 2014  | Bugfixes en beveiligingsupdates. |
| 10.0.22               | 10.0.9200.17183 | 10.0.9200.21299    | 21 november 2014  | Bugfixes en beveiligingsupdates. |
| 10.0.23               | 10.0.9200.17228 | 10.0.9200.21345    | 12 januari 2015   | Bugfixes en beveiligingsupdates. |
| 10.0.23               | 10.0.9200.17241 | 10.0.9200.21359    | 23 januari 2015   | Bugfixes en beveiligingsupdates. |
| 10.0.24               | 10.0.9200.17267 | 10.0.9200.21384    | 23 februari 2015  | Bugfixes en beveiligingsupdates. |
| 10.0.25               | 10.0.9200.17296 | 10.0.9200.21413    | 10 maart 2015     | Bugfixes en beveiligingsupdates. |
| 10.0.26               | 10.0.9200.17356 | 10.0.9200.21459    | 21 april 2015     | Bugfixes en beveiligingsupdates. |
| 10.0.27               | 10.0.9200.17377 | 10.0.9200.21489    | 28 mei 2015       | Bugfixes en beveiligingsupdates. |
| 10.0.28               | 10.0.9200.17410 | 10.0.9200.21521    | 15 juni 2015      | Bugfixes en beveiligingsupdates. |
| 10.0.29               | 10.0.9200.17451 | 10.0.9200.21562    | 16 juli 2015      | Bugfixes en beveiligingsupdates. |
| 10.0.30               | 10.0.9200.17479 | 10.0.9200.21595    | 13 augustus 2015  | Bugfixes en beveiligingsupdates. |
| 10.0.31               | 10.0.9200.17489 | 10.0.9200.21603    | 22 augustus 2015  | Bugfixes en beveiligingsupdates. |
| 10.0.32               | 10.0.9200.17519 | 10.0.9200.21636    | 18 september 2015 | Bugfixes en beveiligingsupdates. |
| 10.0.33               | 10.0.9200.17552 | 10.0.9200.21669    | 20 oktober 2015   | Bugfixes en beveiligingsupdates. |
| 10.0.34               | 10.0.9200.17568 | 10.0.9200.21684    | 7 november 2015   | Bugfixes en beveiligingsupdates. |
| 10.0.35               | 10.0.9200.17606 | 10.0.9200.21726    | 15 december 2015  | Bugfixes en beveiligingsupdates. |
| 10.0.36               | 10.0.9200.17640 | 10.0.9200.21759    | 23 januari 2016   | Bugfixes en beveiligingsupdates. |
| 10.0.37               | 10.0.9200.17647 | 10.0.9200.21766    | 7 februari 2016   | Bugfixes en beveiligingsupdates. |
| 10.0.38               | 10.0.9200.21811 | 10.0.9200.21811    | 14 maart 2016     | Bugfixes en beveiligingsupdates. |
| 10.0.39               | 10.0.9200.21841 | 10.0.9200.21841    | 24 april 2016     | Bugfixes en beveiligingsupdates. |
| 10.0.40               | 10.0.9200.21860 | 10.0.9200.21860    | 11 mei 2016       | Bugfixes en beveiligingsupdates. |
| 10.0.41               | 10.0.9200.21896 | 10.0.9200.21896    | 11 juni 2016      | Bugfixes en beveiligingsupdates. |
| 10.0.42               | 10.0.9200.21926 | 10.0.9200.21926    | 12 juli 2016      | Bugfixes en beveiligingsupdates. |
| 10.0.43               | 10.0.9200.21965 | 10.0.9200.21965    | 1 september 2016  | Bugfixes en beveiligingsupdates. |
| 10.0.44               | 10.0.9200.21989 | 10.0.9200.21989    | 30 september 2016 | Bugfixes en beveiligingsupdates. |
| 10.0.45               | 10.0.9200.22005 | 10.0.9200.22005    | 15 oktober 2016   | Bugfixes en beveiligingsupdates. |
| 10.0.46               | 10.0.9200.22028 | 10.0.9200.22028    | 11 november 2016  | Bugfixes en beveiligingsupdates. |
| 10.0.47               | 10.0.9200.22092 | 10.0.9200.22092    | 10 februari 2017  | Bugfixes en beveiligingsupdates. |
| 10.0.48               | 10.0.9200.22104 | 10.0.9200.22104    | 4 maart 2017      | Bugfixes en beveiligingsupdates. |
| 10.0.49               | 10.0.9200.221xx | 10.0.9200.221xx    | april 2017        | Bugfixes en beveiligingsupdates. |

## Useragent-string
Internet Explorer 10 gebruik een nieuwe useragentstring, die verandert als de compatibiliteitsmodus is ingeschakeld. Het MSIE 9.0-token is veranderd in MSIE 10.0 en het Trident/5.0-token in
Trident/6.0.
| Besturingssysteem | Gebruikersomgeving        | IE7-modus | Useragentstring                                                  |
| ----------------- | ------------------------- | --------- | ---------------------------------------------------------------- |
| Windows 7         | Windows Aero/ Desktop -UI | Nee       | Mozilla/5.0 (compatible; MSIE 10.0; Windows NT 6.1; Trident/6.0) |
| Windows 7         | Windows Aero/ Desktop -UI | Ja        | Mozilla/4.0 (compatible; MSIE 7.0; Windows NT 6.1; Trident/6.0)  |
| Windows 8         | Windows Aero/ Desktop -UI | Nee       | Mozilla/5.0 (compatible; MSIE 10.0; Windows NT 6.2; Trident/6.0) |
| Windows 8         | Windows Aero/ Desktop -UI | Ja        | Mozilla/4.0 (compatible; MSIE 7.0; Windows NT 6.2; Trident/6.0)  |
| Windows 8         | Modern UI                 | Nee       | Mozilla/5.0 (compatible; MSIE 10.0; Windows NT 6.2; Trident/6.0) |